# Consejo de Ministros de Honduras de 1884
El Consejo de Ministros de Honduras de 1884  Fue el encargado de gestionar la administración de la república de Honduras, entre el 30 de agosto al 30 de noviembre de 1884. El presidente General Luis Bográn Barahona, termina su gestión administrativa, dejando en su defecto a los ministros siguientes:   
- Ministro General Jerónimo Zelaya. Partido Conservador, y
- Ministro General Rafael Ciriaco Alvarado Manzano, (1836-1923). Partido Conservador.

El General Luis Bográn, es el triunfador en las elecciones presidenciales realizadas, seguidamente fue ratificado por la Asamblea Nacional Legislativa como ganador, tomando la presidencia constitucional por un nuevo periodo.